# 75mm 砲 M2-M6

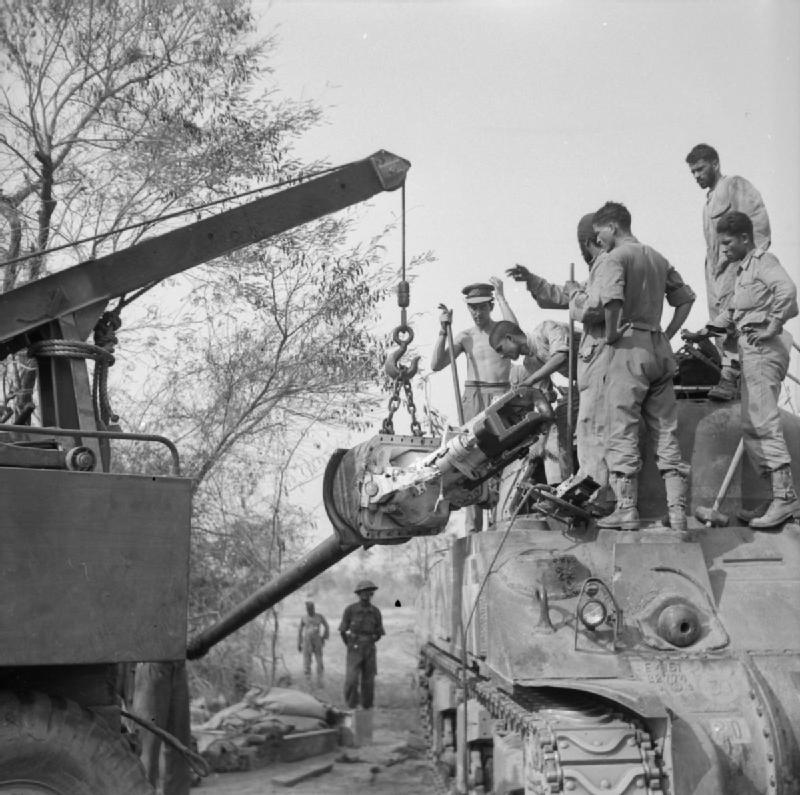
第5インド師団のM4シャーマンから取り外されている75mm砲M3。1945年3月29日、ビルマのタウンサ近くにて

本項目では、第二次世界大戦期のアメリカ軍で開発・運用された車載式の75 mm砲について述べる。M2〜M6の4つのバリエーションがあり、主に戦車に搭載されたが、B-25爆撃機にも搭載された。
M2とM3はM3中戦車で使用され、M3はM4中戦車で使用され、M6はM24軽戦車で使用された。 M7軽戦車でも使用された。
M4・M5は、B-25爆撃機に搭載された。 

## 砲弾

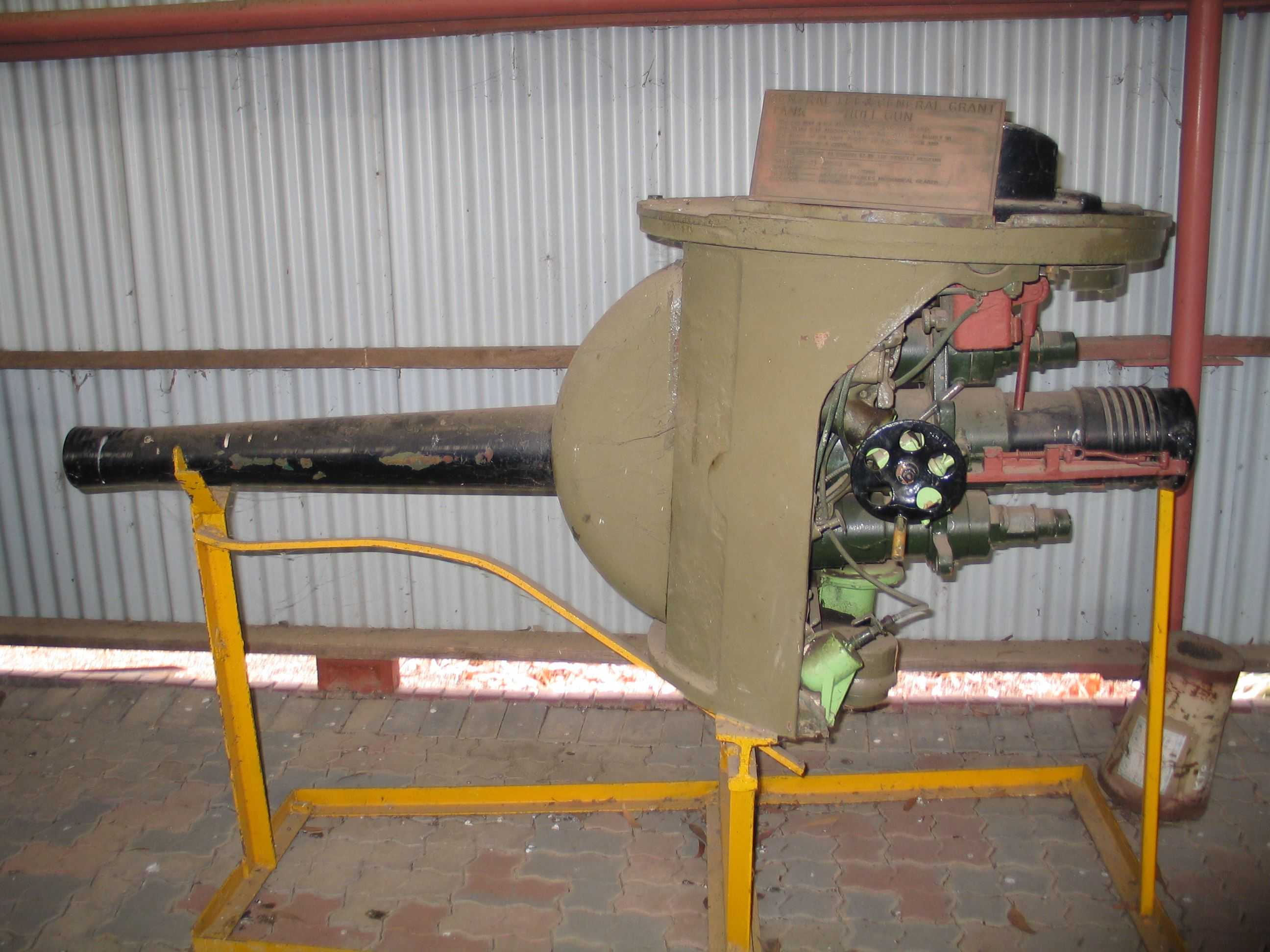
M3中戦車に搭載された75mm砲M2

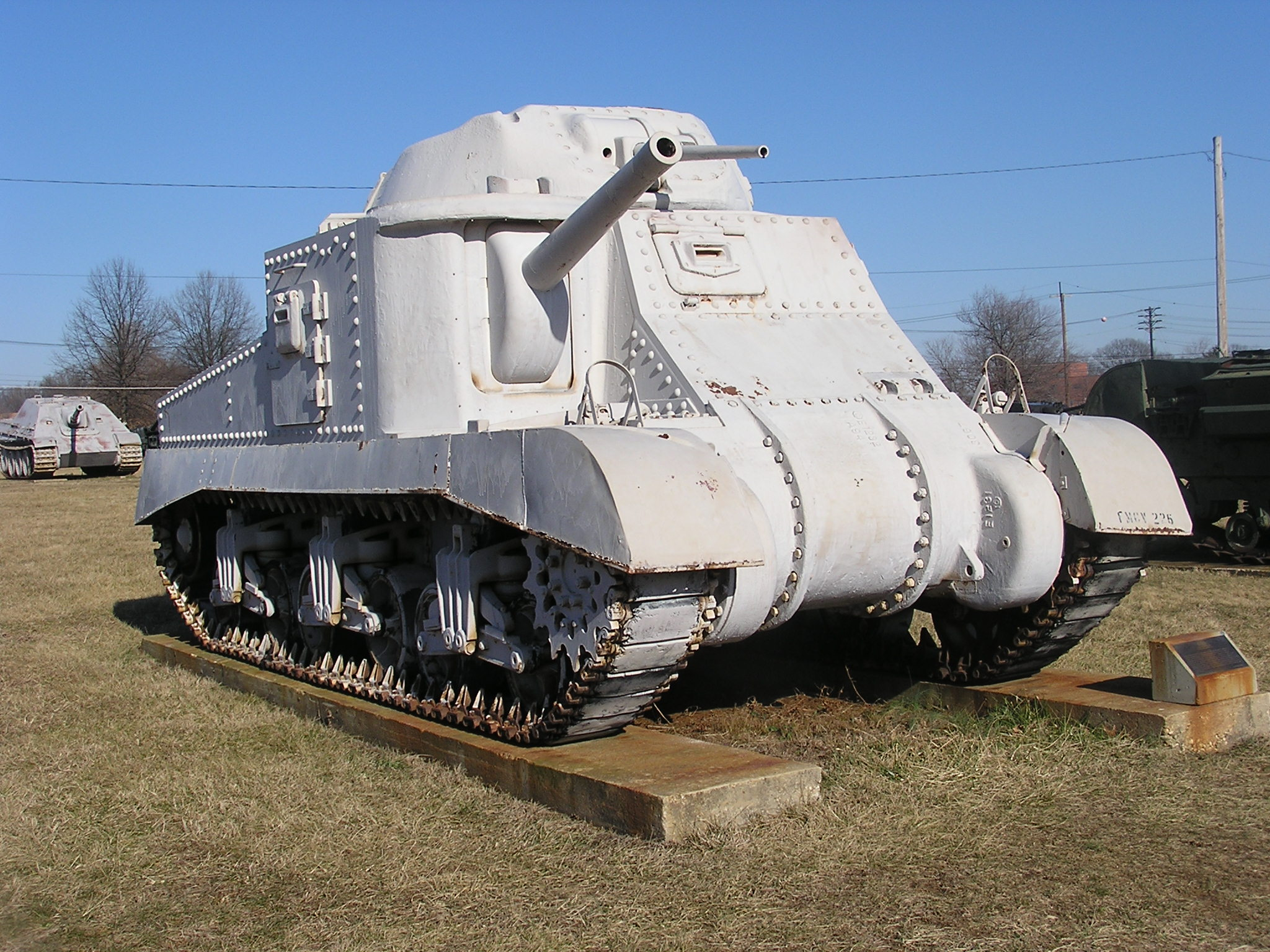
75mm砲を搭載したM3中戦車。

75mm戦車砲には主に5種の砲弾が用意されていた。
- T30キャニスター弾
- M89六塩化エタン発煙弾(HC発煙弾)
- M64白リン弾(WP発煙弾)
- M72徹甲弾(AP)
- M61徹甲弾(APCBC)

初期の徹甲弾は重量6.32kgのM72徹甲弾だったが、遠距離になるにつれて貫通力が低下したので、すぐにM61徹甲弾に置き換えられた。M61徹甲弾は重量6.63kgで、空気抵抗低減用の仮帽と跳弾防止用の被帽を付けた仮帽付被帽付徹甲弾（APCBC）だった。これにより遠距離での貫通力が向上した。M61徹甲弾には装甲貫徹後に砲弾を破砕して被害を拡大させることを狙った爆薬が仕込んであったが、大部分のM61徹甲弾は爆薬なしで出荷された。
M61の初速は617m/sであり、500ヤード(おおよそ450m)で傾斜0°の装甲板に対して81mmの貫通力を誇った。これは1942年時点では十分な性能を持っていて、最大50mmの垂直装甲板しか持たないドイツのIII号戦車・IV号戦車に対して効果的で、1500mの距離から前面装甲を貫通できた。 しかし、1942年3月に出現した、48口径75mm砲 KwK 40を搭載したIV号戦車G型は、車体前面装甲圧が80mmに増加していたため、75mm砲M3を搭載したM3中戦車の戦場での優位性が低下した。ただし、砲塔と防盾の前面装甲圧は50mmのままだった。優位性の低下は、装甲がより強化されたM4中戦車の投入によって幾分か緩和された。M4中戦車の56度に傾斜した車体前面装甲板は、30度傾斜させた場合、KwK40では貫通できないとされた。

## 歴史
第二次世界大戦初期のイギリスの戦車は、口径40mmのオードナンスQF2ポンド砲や口径57mmのオードナンスQF6ポンド砲などの高速で小口径の戦車砲に依存していた。戦車砲としては、これらには十分に榴弾が配備されず、歩兵支援を十分に行えないという欠点を持っていた。アメリカの75mm砲の有効性を経験したイギリス軍は、歩兵支援の役割も担える戦車砲としてオードナンスQF 75mm砲を採用するという手段をとった。 1944年までに、これは標準的なイギリスの戦車砲になり、北西ヨーロッパでの戦闘ではクロムウェル巡航戦車とチャーチル歩兵戦車に装備された。

## バリエーション

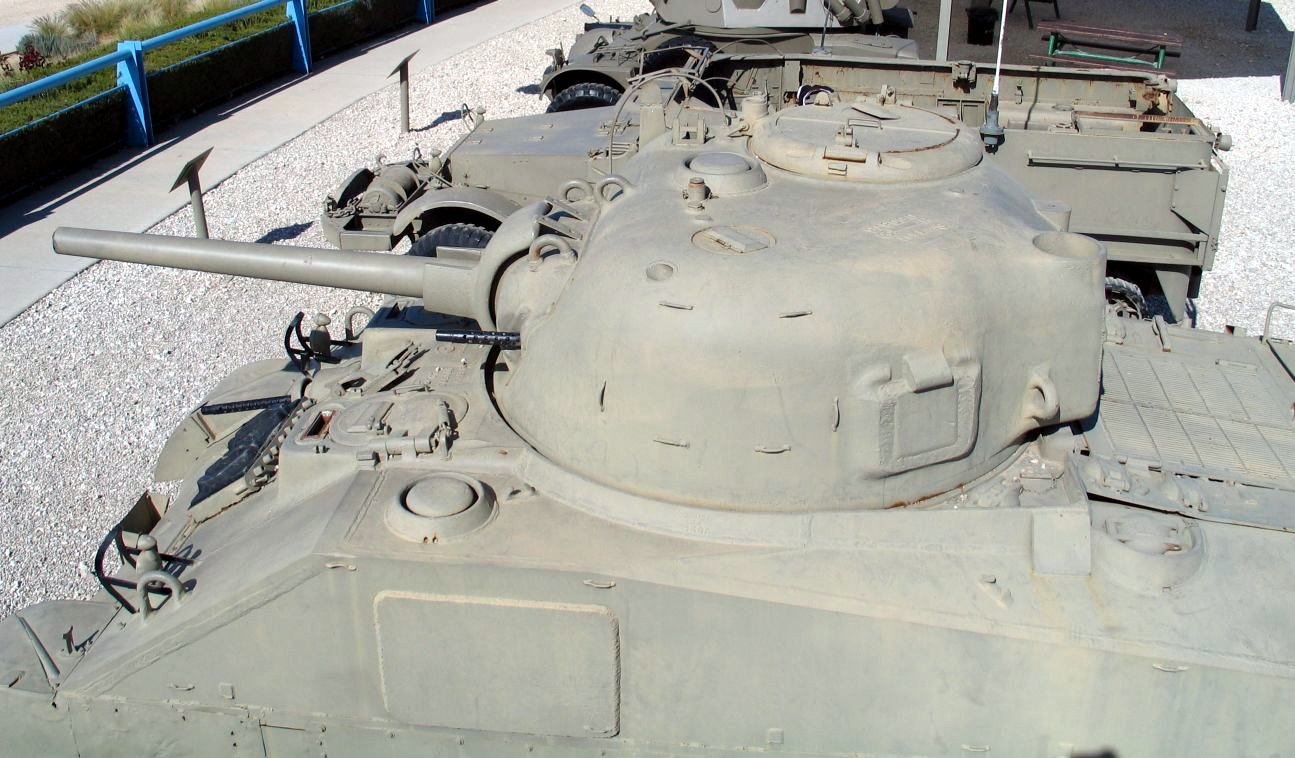
75mm砲M3を搭載したM4中戦車。

T6
試作型対空砲。バレルは36口径から31口径に短縮され、ノルデンフェルトスクリューブリーチはスライディングブロックブリーチに置き換えた。
M2
T6の戦車砲型。M3中戦車の初期型に装備された。
- 口径長：31口径
- 初速：588m/s

M3
M2の発展型。 M4中戦車、M3中戦車、で装備された。アメリカ陸軍も対戦車砲として使用するための試験を行ったが、計画はキャンセルされた。
- 口径長：40口径
- 初速：619m/s

M4
戦車砲として運用されていたM3を航空機搭載用に改造したもの。M3とは異なり、スプラインのシートがチューブに機械加工されている。全長3メートル、重量405キログラムと、航空機搭載兵装としては当時最大であった。携行弾数は20発。B-25G爆撃機に装備されたが、一度の射撃コース侵入で4発を発射するのが限界であり、主な配備先である太平洋戦域では有効とは言えなかった。

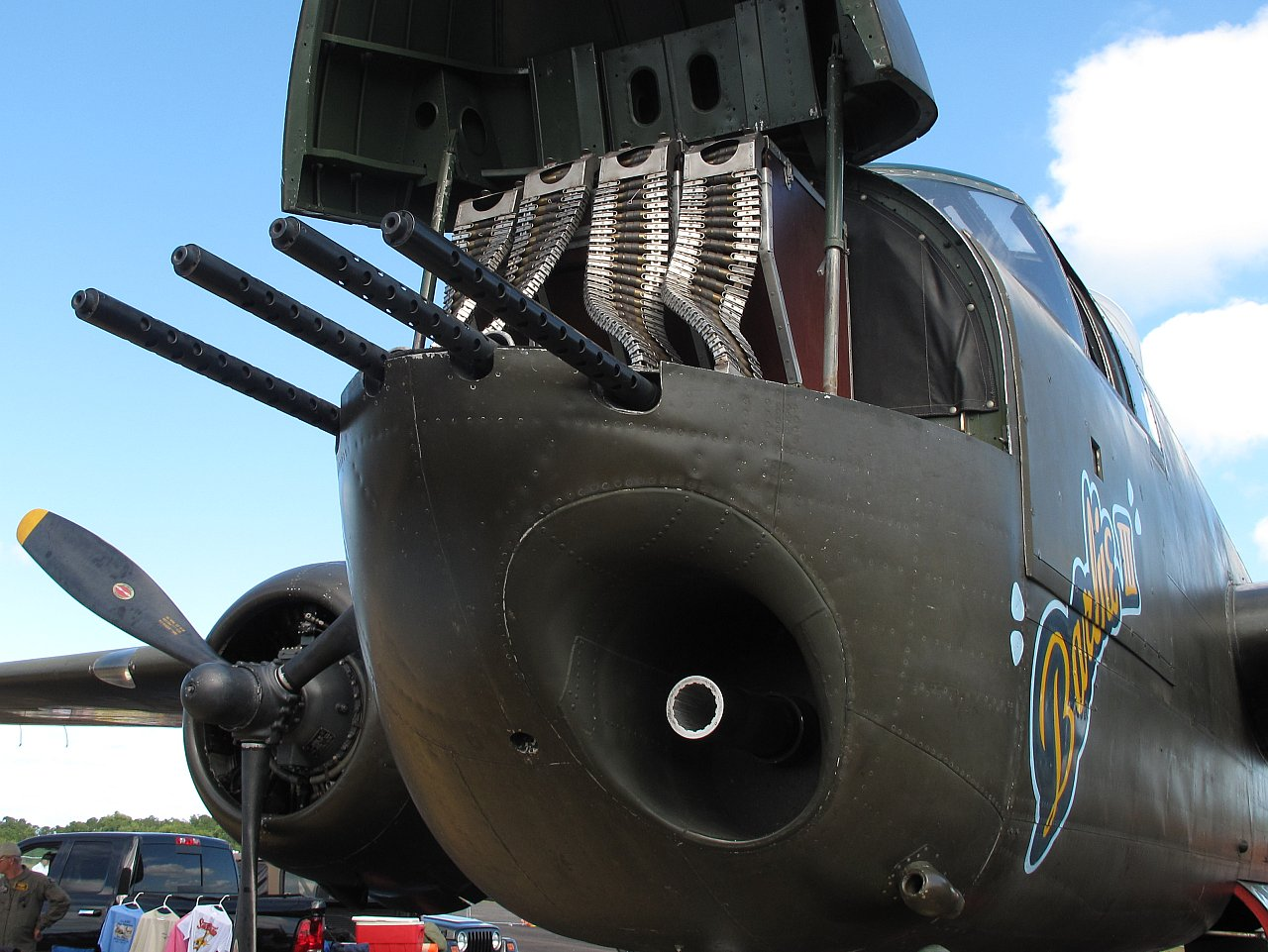
B-25に搭載された75mm砲M5（右下の窪みの中に設置された砲身）

T13E1 / M5
ダグラスA-26インベーダーとB-25Hミッチェル爆撃機で使用された、より軽い薄壁バレルと異なる反動メカニズムを備えたM3の軽量型。 M3と同じ弾薬を使用する。重量は184キログラムとM4の半分以下まで軽量化されたが、実戦での有効性はM4と大差はなかった。
M6

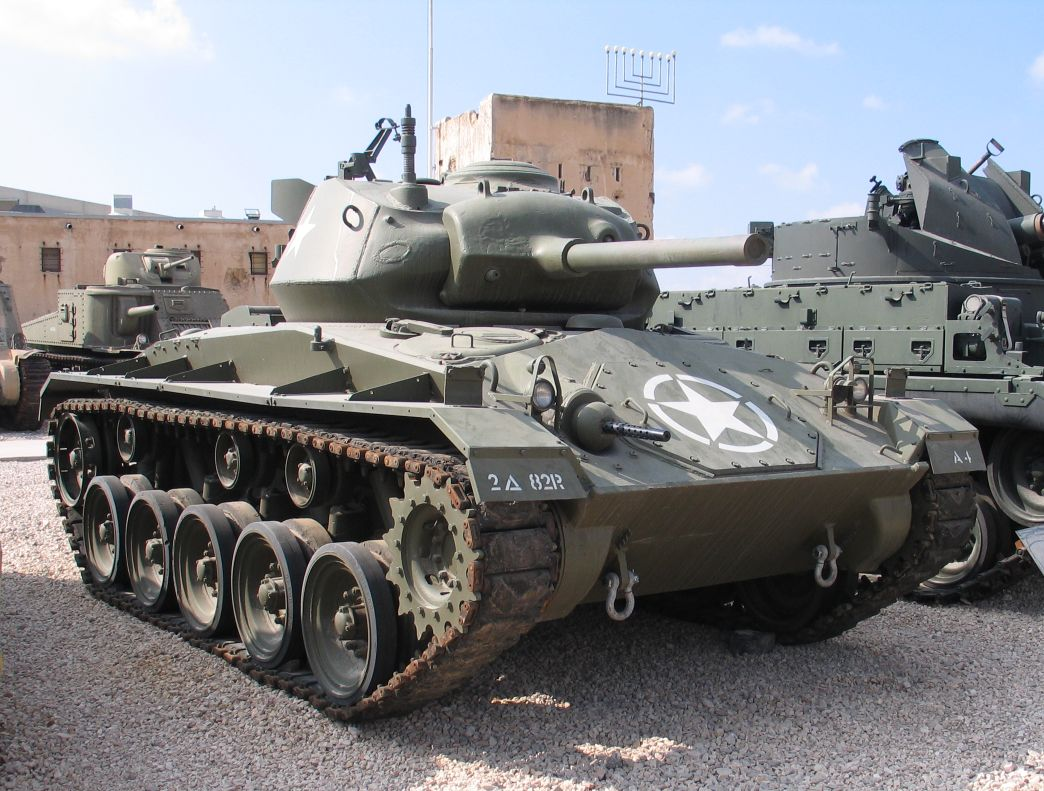
75mm砲M6を搭載したM24軽戦車。

M5から派生したバージョンで、M24軽戦車の主砲として装備された。
- 口径長：40口径
- 初速：619m/s

## 貫徹力の比較
| ガンタイプ         | 弾薬の種類 | 砲口速度             | 貫通（mm） | 貫通（mm） | 貫通（mm） | 貫通（mm） | 貫通（mm） | 貫通（mm） | 貫通（mm） | 貫通（mm） | 貫通（mm） | 貫通（mm） | 貫通（mm） |
| ガンタイプ         | 弾薬の種類 | 砲口速度             | 100 m      | 250 m      | 500 m      | 750 m      | 1,000 m    | 1,250 m    | 1,500 m    | 1,750m     | 2,000 m    | 2,500 m    | 3,000 m    |
| ------------------ | ---------- | -------------------- | ---------- | ---------- | ---------- | ---------- | ---------- | ---------- | ---------- | ---------- | ---------- | ---------- | ---------- |
| 75mm L/31（M2）    | M61対FHA   | 563 m/s (1,850 ft/s) | 92         | 89         | 84         | 79         | 75         | 71         | 67         | 63         | 59         | 53         | 47         |
| 75mm L/31（M2）    | M61対RHA   | 563 m/s (1,850 ft/s) | 78         | 76         | 72         | 68         | 65         | 61         | 58         | 55         | 52         | 47         | 42         |
| 75mm L/31（M2）    | M72対FHA   | 563 m/s (1,850 ft/s) | 82         | 76         | 67         | 59         | 52         | 45         | 40         | 35         | 31         | 24         | 19         |
| 75mm L/31（M2）    | M72対RHA   | 563 m/s (1,850 ft/s) | 95         | 90         | 81         | 73         | 66         | 60         | 54         | 49         | 45         | 36         | 30         |
| 75mm L/40（M3/M6） | M61対FHA   | 618 m/s (2,030 ft/s) | 102        | 99         | 95         | 90         | 86         | 82         | 79         | 75         | 72         | 65         | 60         |
| 75mm L/40（M3/M6） | M61対RHA   | 618 m/s (2,030 ft/s) | 88         | 85         | 81         | 77         | 73         | 69         | 65         | 62         | 59         | 53         | 47         |
| 75mm L/40（M3/M6） | M72対FHA   | 618 m/s (2,030 ft/s) | 91         | 85         | 75         | 66         | 58         | 51         | 45         | 40         | 35         | 27         | 21         |
| 75mm L/40（M3/M6） | M72対RHA   | 618 m/s (2,030 ft/s) | 109        | 102        | 92         | 84         | 76         | 68         | 62         | 56         | 51         | 41         | 34         |